# Антуан Лоран Лавуазьє
Антуа́н Лора́н де Лавуазьє́ (фр. Antoine-Laurent de Lavoisier [ləˈvwɑːzieɪ] lə-VWAH-zee-ay; ɑ̃twan lɔʁɑ̃ də lavwazje [fr]; 26 серпня 1743, Париж — 8 травня 1794, Париж), також Антуан Лавуазьє після Французької революції — французький дворянин і хімік, який відіграв центральну роль у хімічній революції 18-го століття та мав великий вплив як на історію хімії, так і на історію біології.
Загальновизнано, що великі досягнення Лавуазьє в хімії в основному пов'язані з його перетворенням науки з якісної на кількісну. Лавуазьє найбільш відомий своїм відкриттям ролі кисню в процесі горіння. Він дав назву кисню (1778), визнавши його елементом, а також визнав елементом водень (1783), виступаючи проти теорії флогістону. Лавуазьє допоміг створити метричну систему, написав перший розширений список елементів, і допоміг реформувати хімічну номенклатуру. Він передбачив існування кремнію (1787) і виявив, що, хоча матерія може змінювати свою форму, її маса завжди залишається незмінною. Його дружина та лаборант, Марія-Анна П'єретта Польз, сама по собі стала відомим хіміком.
Лавуазьє був впливовим членом ряду аристократичних рад і адміністратором фр. Ferme générale. Митна організація Ferme générale була однією із найбільш ненависних складових старого порядку через прибутки, які вона отримувала за рахунок держави, таємність умов своїх контрактів і насильство з боку її озброєних представників. Уся ця політична та економічна діяльність дозволила йому фінансувати свої наукові дослідження. У розпал Французької революції його звинуватили в податковому шахрайстві та продажу підробленого тютюну, і він був гільйотинований незважаючи на заклики зберегти йому життя на знак визнання його внеску в науку.  Через півтора року він був виправданий французьким урядом.

## Життєпис

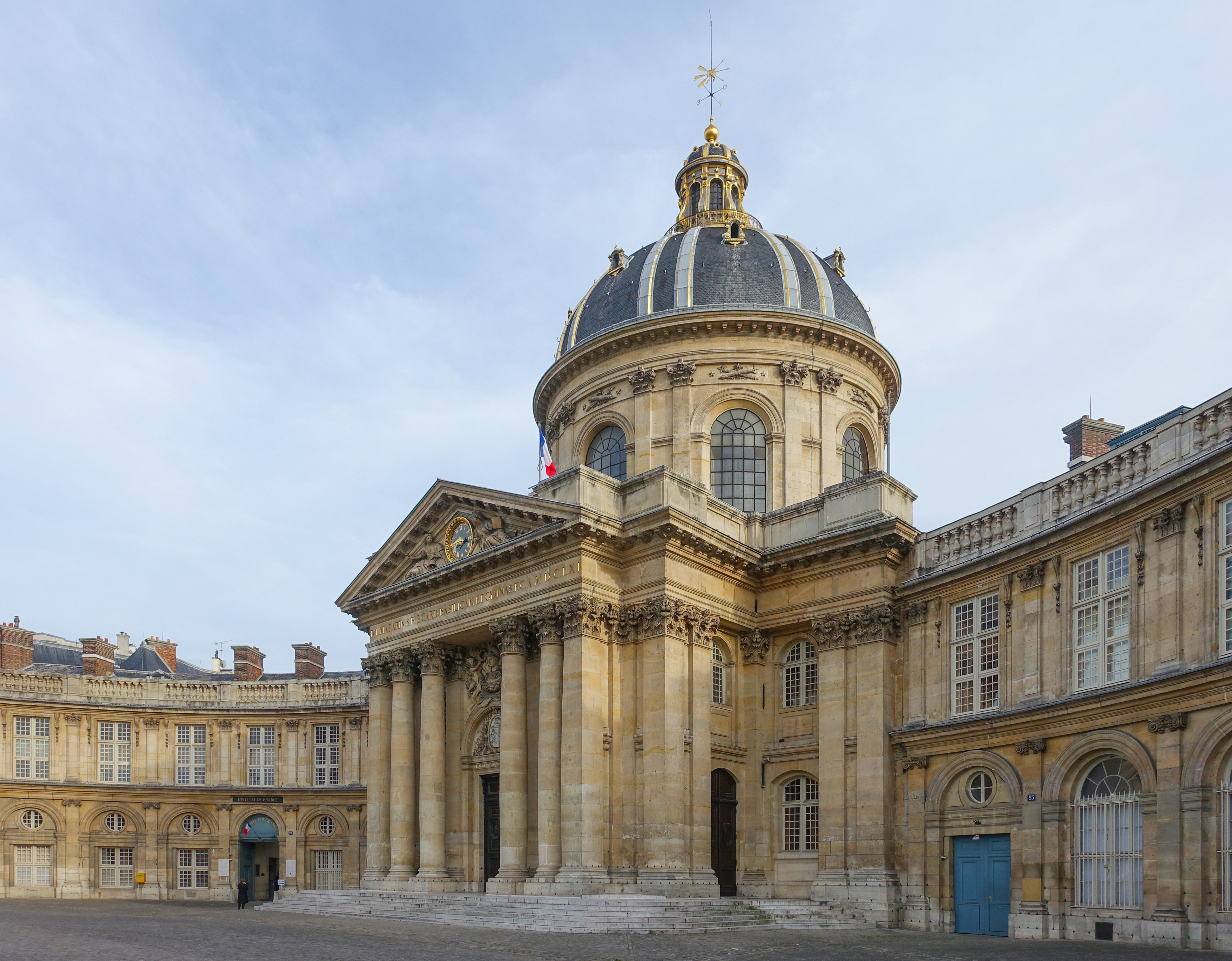
Колеж Чотирьох Націй у Парижі

### Молодість і освіта
Антуан-Лоран Лавуазьє народився в заможній дворянській родині в Парижі 26 серпня 1743 року. Син адвоката при Паризькому парламенті, він успадкував значні статки у віці п'яти років після смерті своєї матері. Лавуазьє почав навчання в Коледжі чотирьох націй Паризького університету (також відомому як Коледж Мазаріні) у Парижі в 1754 році у віці 11 років. В останні два роки коледжу (1760–1761) пробудилися його наукові інтереси, і він вивчав хімію, ботаніку, астрономію та математику. У класі філософії він потрапив під опіку абата Ніколя Луї де Лакайля, видатного математика та астронома-спостережника, який пройняв молодого Лавуазьє інтересом до метеорологічних спостережень, ентузіазмом, який ніколи не залишав його. Лавуазьє вступив до школи права, де отримав ступінь бакалавра в 1763 році і ліценціата в 1764 році. Лавуазьє отримав ступінь юриста і був прийнятий до адвокатури, але ніколи не практикував як адвокат. Проте у вільний час він продовжував наукову освіту.

### Ранні наукові роботи
Освіта Лавуазьє була сповнена ідеалів французького Просвітництва того часу, і він був зачарований хімічним словником П'єра Маккера. Він відвідував лекції з природничих наук. На відданість і пристрасть Лавуазьє до хімії значною мірою вплинув Етьєн Кондільяк, видатний французький учений XVIII століття. Його перша публікація з хімії з'явилася в 1764 році. З 1763 по 1767 рік він вивчав геологію під керівництвом Жана-Етьєна Геттара. У співпраці з Геттардом Лавуазьє працював над геологічним дослідженням Ельзасу-Лотарингії в червні 1767 р. У 1764 році він прочитав свою першу статтю у Французькій академії наук, найелітнішому науковому товаристві Франції, про хімічні та фізичні властивості гіпсу (гідратованого сульфату кальцію), а в 1766 році він був нагороджений королем золотою медаллю за есе про проблеми вуличного освітлення міст. У 1768 році Лавуазьє отримав тимчасове призначення в Академію наук. У 1769 році він працював над першою геологічною картою Франції.

### Лавуазьє як соціальний реформатор

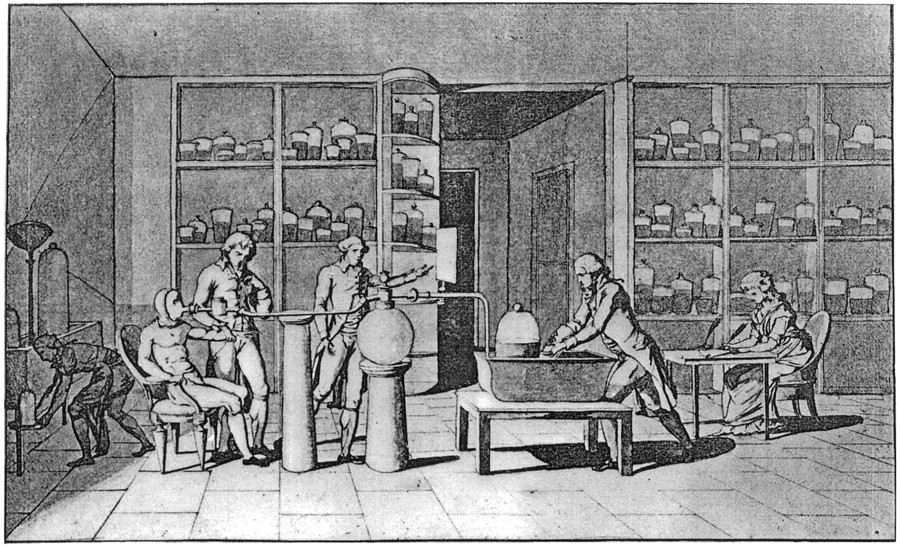
Лавуазьє проводить експеримент з диханням у 1770-х роках

#### Дослідження на благо суспільства
Хоча Лавуазьє широко відомий своїм внеском у науку, він також присвятив значну частину свого багатства та роботи на благо суспільства. Лавуазьє був гуманістом — він дуже піклувався про людей у своїй країні і часто піклувався про підвищення рівня життя населення за допомогою сільського господарства, промисловості та науки. Вперше це сталося в 1765 році, коли він подав до Французької академії наук есе про покращення міського вуличного освітлення.
Через три роки, у 1768 році, він зосередився на новому проєкті акведука. Мета полягала в тому, щоб доставляти воду з річки Іветт до Парижа, щоб громадяни мали чисту питну воду. Але оскільки будівництво так і не почалося, він замість цього зосередився на очищенні води з Сени. Це був проєкт, який зацікавив Лавуазьє хімією води та обов'язками громадської санітарії.
Він також цікавився якістю повітря і деякий час вивчав ризики для здоров'я, пов'язані з впливом пороху на повітря. У 1772 році він провів дослідження щодо того, як реконструювати лікарню Готель-Дьє після того, як вона була пошкоджена пожежею, таким чином, щоб забезпечити належну вентиляцію та чисте повітря.
На той час в'язниці Парижа були відомі як непридатні для проживання, а поводження з ув'язненими було нелюдським. Лавуазьє брав участь у дослідженнях гігієни у в'язницях у 1780 році (і знову в 1791 році) і вніс пропозиції щодо поліпшення умов життя, які були здебільшого проігноровані.
Коли Лавуазьє було обрано до академії наук, він також підтримував дух змагання, щоб просувати напрямок досліджень, спрямованих на покращення громадськості та його власної роботи.

#### Спонсорська підтримка наук
Лавуазьє вважав, що державна освіта базується на «науковій комунікабельності» та філантропії.
Лавуазьє отримав переважну більшість свого доходу, купуючи акції Ferme générale, що дозволило йому працювати над наукою повний робочий день, комфортно жити та дозволило йому робити фінансовий внесок у покращення суспільства. (Це також сприяло його смерті під час епохи терору багато років потому).
У той час було дуже важко отримати державне фінансування науки, а для пересічного вченого таке фінансування було не надто вигідним з фінансової точки зору, тому Лавуазьє використав своє багатство, щоб відкрити дуже дорогу та складну лабораторію у Франції, щоб вчені-початківці могли навчатися, не шукаючи фінансування для своїх досліджень.
Він також виступав за публічну освіту населення у сфері науки. Він заснував дві організації, Ліцей і Музей мистецтв і ремесел, які були створені, щоб служити засобом освіти для громадськості. Фінансований заможними та знатними верствами, Ліцей регулярно проводив курси для громадськості, починаючи з 1793 року.

### Ferme générale і шлюб

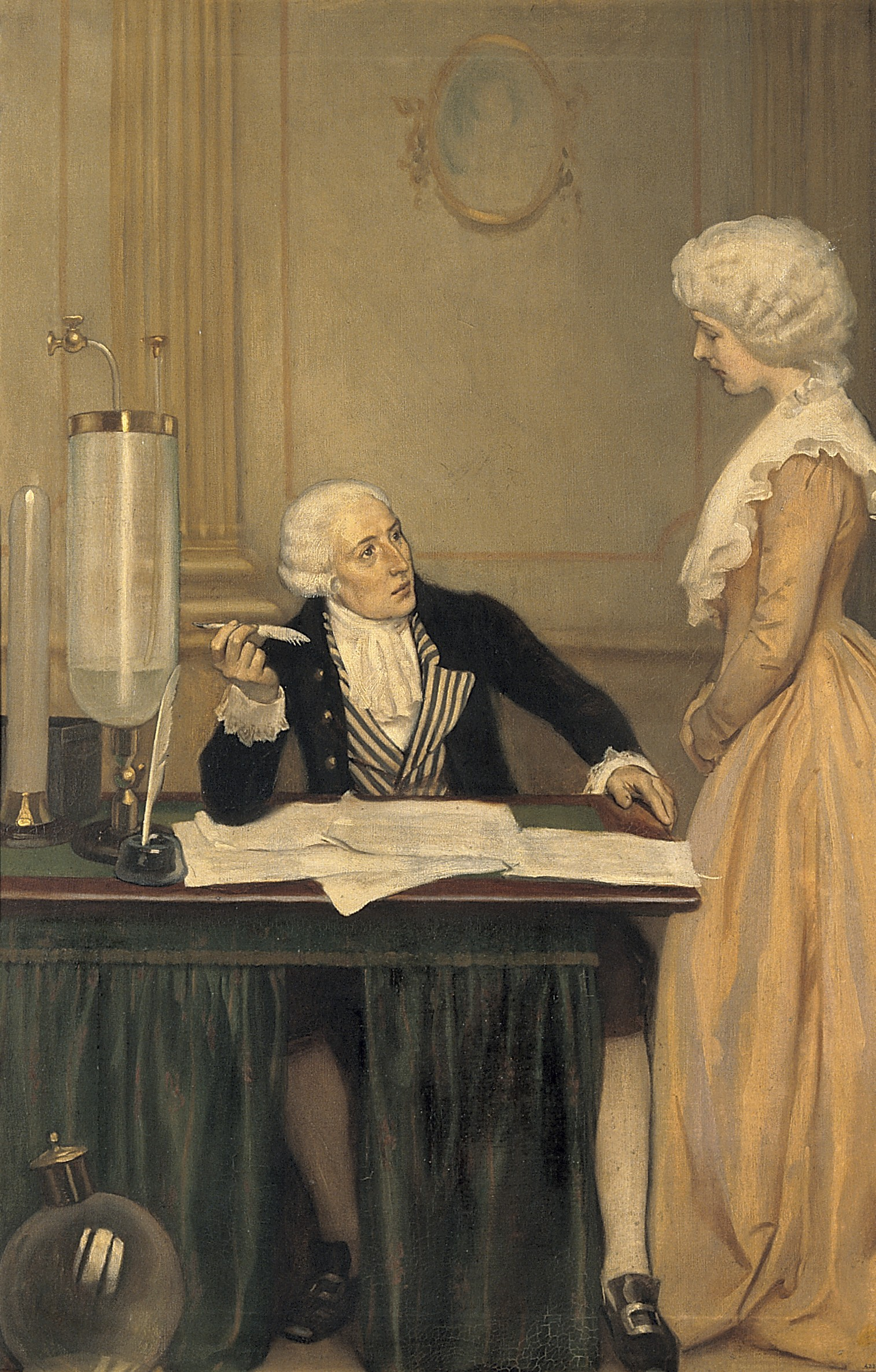
Портрет Лавуазьє, який пояснює дружині результати своїх експериментів з повітрям, художник Ернест Борд

У віці 26 років, приблизно в той час, коли він був обраний до Академії наук, Лавуазьє купив частку в Ferme générale, податковій фінансовій компанії, яка сплачувала передбачувані податкові надходження королівському уряду наперед в обмін на право збирати податки. Від імені Ferme générale Лавуазьє доручив побудувати стіну навколо Парижа, щоб можна було стягувати мито з тих, хто перевозить товари в місто та з нього. Його участь у зборі податків завдала шкоди його репутації, коли у Франції почалась епоха терору, оскільки податки та погані урядові реформи були головними рушійними силами під час Французької революції.
Лавуазьє зміцнив своє соціальне та економічне становище, коли в 1771 році у віці 28 років він одружився з Марією-Анною П'єреттою Польз, 13-річною донькою старшого учасника Ferme générale. Вона зіграла важливу роль у науковій кар'єрі Лавуазьє — зокрема, вона перекладала для нього англійські документи, у тому числі Нарис про Флогістон Річарда Кірвана та дослідження Джозефа Прістлі. Крім того, вона допомагала йому в лабораторії та створила багато ескізів і різьблених гравюр лабораторних приладів, які Лавуазьє та його колеги використовували у своїй науковій роботі. Мадам Лавуазьє редагувала та видавала мемуари Антуана (невідомо, чи збереглися англійські переклади цих мемуарів) і влаштовувала вечірки, на яких видатні вчені обговорювали ідеї та проблеми, пов'язані з хімією.
Портрет Антуана і Марії-Анни Лавуазьє написав відомий художник Жак-Луї Давід. Картині, завершеній в 1788 році напередодні революції, було відмовлено в публічному показі в Паризькому салоні через побоювання, що вона може розпалити антиаристократичні пристрасті.
Протягом трьох років після його вступу до Ferme générale наукова діяльність Лавуазьє дещо пішла на спад, оскільки більшу частину його часу займали офіційні справи Ferme générale. Тим не менш, у цей період він представив Академії наук один важливий мемуар про передбачуване перетворення води на землю шляхом випаровування. За допомогою дуже точного кількісного експерименту Лавуазьє показав, що «землистий» осад, який утворився після тривалого нагрівання води в скляній посудині з конденсатором, утворився не в результаті перетворення води в землю, а в результаті поступового розпаду внутрішньої частини скляної посудини, спричиненого киплячою водою. Він також намагався провести реформи у французькій грошовій та податковій системі, щоб допомогти селянам.

### Фальсифікація тютюну
Ferme générale володіла монополією на виробництво, імпорт і продаж тютюну у Франції, а податки, які вони стягували з тютюну, приносили дохід у 30 мільйонів ліврів на рік. Цей дохід почав зменшуватися через зростання чорного ринку контрабандного та підробленого тютюну, який найчастіше фальсифікували попелом і водою. Лавуазьє винайшов спосіб перевірки того, чи був попіл змішаний з тютюном: «Коли на золу вливають купоросний спирт, aqua fortis або якийсь інший кислотний розчин, відразу ж виникає дуже інтенсивна шипуча реакція, що супроводжується легко помітним шумом».
Лавуазьє також помітив, що додавання невеликої кількості золи покращує аромат тютюну. Він написав про одного продавця, який продавав підроблені товари: «Його тютюн користується дуже хорошою репутацією в провінції... дуже невелика частка доданого попелу надає тютюну особливо гострого аромату, якого прагнуть споживачі. Можливо, Ferme générale може отримати певну перевагу, додавши трохи цієї рідкої суміші під час виготовлення тютюну». Лавуазьє також виявив, що додавання великої кількості води для збільшення об'єму тютюну призведе до його бродіння та появи неприємного запаху, але додавання невеликої кількості покращує продукт.
Після цього на фабриках Ferme générale додавали, як він рекомендував, постійні 6.3 % води на об'єм тютюну, який вони обробляли. Щоб врахувати цю домішку Ferme générale постачала роздрібним торговцям сімнадцять унцій тютюну, беручи плату лише за шістнадцять. Щоб забезпечити лише дозволену кількість домішок і запобігти чорному ринку, Лавуазьє подбав про створення бездоганної системи перевірок, підрахунку, нагляду та тестування, яка ускладнювала роздрібним торговцям пошук способів контрабанди тютюну або збільшення прибутку шляхом збільшення обсягу.
Він рішуче й наполегливо дотримувався цього підходу, і система, яку він запровадив, була дуже непопулярною серед роздрібних торговців тютюном по всій країні. Ця непопулярність мала наслідки для нього під час Французької революції.

### Королівська комісія з сільського господарства
Лавуазьє закликав до створення Королівської комісії з сільського господарства. Згодом він працював секретарем цієї комісії і витратив значні суми власних грошей на підвищення врожайності сільського господарства в Солонні, районі, де сільськогосподарські угіддя були поганої якості. Вологість регіону часто призводила до псування врожаю жита, викликаючи спалахи ерготизму серед населення. У 1788 році Лавуазьє представив Комісії доповідь, в якій детально описав десятирічну роботу на своїй дослідній фермі з впровадження нових культур і видів худоби. Його висновок полягав у тому, що, незважаючи на можливості реформування сільського господарства, податкова система залишила фермерам-орендарям так мало грошей, що було нереально очікувати, що вони змінять свою традиційну практику.

### Комісія з постачання пороху

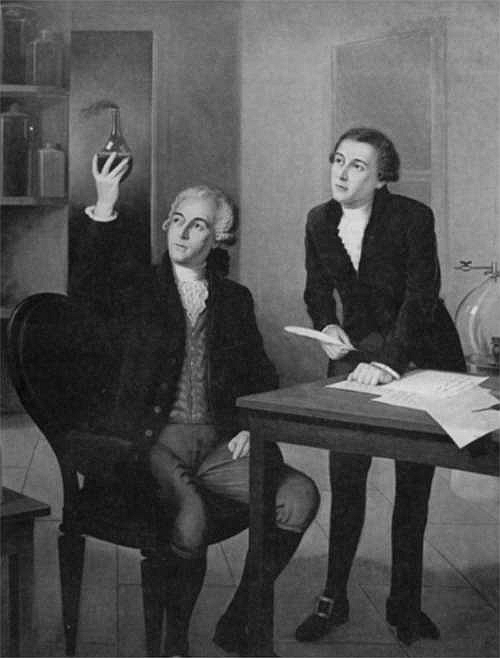
Ельютер Ірене дю Пон (праворуч) і наставник Антуан Лавуазьє

Дослідження Лавуазьє процесу горіння збіглися з дуже напруженим графіком громадських і приватних обов'язків, особливо тих, що стосувалися Ferme Générale. Тоді ж було створено низку комісій Академії наук для розслідування конкретних проблем замовлень королівського уряду і зроблено численні звіти. Лавуазьє, чиї організаторські здібності були видатними, часто доручали складати такі офіційні звіти. У 1775 році він був призначений одним із чотирьох уповноважених із постачання пороху, призначених замінити приватну компанію, подібну до Ferme Générale, яка виявилася незадовільною у забезпеченні потреб Франції в боєприпасах. Завдяки його зусиллям кількість і якість французького пороху значно покращилися, що стало джерелом доходів для уряду. Призначення Лавуазьє до комісії з постачання пороху також значно сприяло його науковій кар'єрі. Як уповноважений, він використовував і будинок, і лабораторію в Королівському арсеналі. Тут він жив і працював між 1775 і 1792 роками.
Лавуазьє мав вирішальний вплив на створення порохового бізнесу компанії Du Pont, оскільки він навчав Ельютера Ірене Дюпона, її засновника, виготовленню пороху у Франції; останній сказав, що порохові заводи Дюпона «ніколи не були б запущені, якби не його доброта до мене»:40.

### Під час революції
У червні 1791 року Лавуазьє позичив П'єру Самюелю Дюпону де Немуру 71 000 ліврів на купівлю друкарні, щоб Дюпон організував видавництво газети La Correspondance Patriotique. Планувалося, що газета міститиме як повідомлення про дебати в Національних установчих зборах, так і статті з Академії наук. Революція швидко зірвала плани старшого Дюпона видавати першу газету, але його син Е.І. Дюпон невдовзі організував видавництво Le Republicain і опублікував останні тексти Лавуазьє з хімії:15.
Лавуазьє також очолював комісію, створену для впровадження єдиної системи мір і ваги, яка в березні 1791 року рекомендувала прийняти метричну систему. Нова система мір і ваги була прийнята Національним конвентом 1 серпня 1793 р. Лавуазьє був одним із 27 представників Ferme générale яких за наказом конвенту мали заарештувати. Хоча він тимчасово переховувався, 30 листопада 1793 року він здався в монастир Порт-Рояль для допиту. Він стверджував, що не працював у цій комісії багато років, присвятивши себе замість цього науці.
23 грудня 1793 року самого Лавуазьє разом з математиком П'єром-Сімоном Лапласом та декількома іншими членами комісії з мір і ваги було виключено з політичних причин.
Однією з останніх його значних робіт була пропозиція до Національного конвенту щодо реформи французької освіти. Він також виступив від імені ряду вчених іноземного походження, включаючи математика Жозефа-Луї Лагранжа, допомагаючи звільнити їх від мандату, що позбавляв всіх іноземців власності та свободи.

### Останні дні та страта

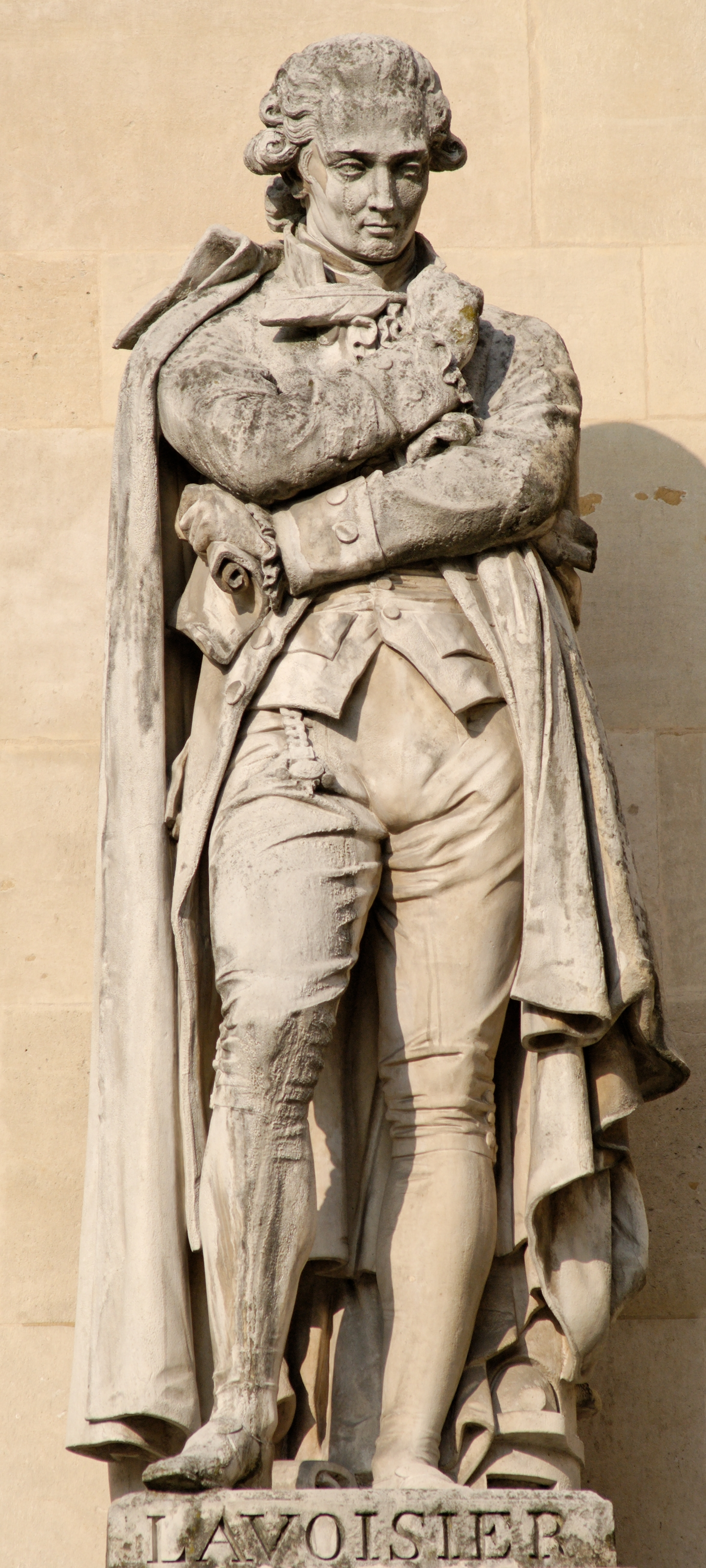
Лавуазьє, Жак-Леонар Майле, прибл. 1853 р., серед героїв культури в Палац Лувр, Розширення Лувру Наполеоном III

Коли Французька революція набирала обертів, посилювалися напади на дуже непопулярну митну організацію Ferme générale, і вона була зрештою скасована в березні 1791 року. У 1792 році Лавуазьє був змушений піти у відставку з посади члена комісії з постачання пороху та переїхати зі свого будинку та лабораторії в Королівському арсеналі. 8 серпня 1793 року всі вчені товариства, включаючи Академію наук, були ліквідовані на вимогу абата Грегуара
24 листопада 1793 року було видано наказ про арешт усіх колишніх членів Ferme générale. Лавуазьє та інші члени Ferme générale були звинувачені в дев'яти пунктах шахрайства при виплаті державних грошей, а також у додаванні води в тютюн перед його продажем. Лавуазьє побудував свій захист, спростувавши фінансові звинувачення, нагадавши суду про те, як вони підтримували стабільно високу якість тютюну. Суд, однак, був схильний вважати, що, засудивши їх і конфіскувавши майно Ferme générale, він поверне державі величезні суми. Лавуазьє був засуджений і гільйотинований 8 травня 1794 року в Парижі у віці 50 років разом із 27 співобвинуваченими.
Згідно з популярною легендою, звернення з проханням врятувати його життя, щоб він міг продовжити свої експерименти, було відхилено суддею Коффіналем: "La République n'a pas besoin de savants ni de chimistes; le cours de la justice ne peut être suspendu." («Республіка не потребує ані вчених, ані хіміків; правосуддя не може бути відкладено»). Сам суддя Коффіналь буде страчений менш ніж через три місяці, на хвилі термідоріанської реакції.
Важливість Лавуазьє для науки була виражена Лагранжем, який оплакував його страту словами: "Il ne leur a fallu qu'un moment pour faire tomber cette tête, et cent années peut-être ne suffiront pas pour en reproduire une semblable." ("Їм знадобилася лише мить, щоб відрізати цю голову, і сто років може не вистачити, щоб відтворити її подібну").

#### Реабілітація
Через півтора року після страти Лавуазьє був повністю виправданий французьким урядом. Під час білого терору його речі передали вдові. Була включена коротка записка «Вдові Лавуазьє, який був помилково засуджений».

#### Експеримент з морганням
Існує сумнівнаl історія про страту Лавуазьє, у якій вчений кліпав очима, щоб продемонструвати, що голова зберігала деяку свідомість після того, як її відрізали. Деякі варіанти історії включають Жозефа-Луї Лагранжа як вченого, який спостерігав і записував моргання Лавуазьє. Ця історія не була записана в тогочасних звітах про смерть Лавуазьє, а місце страти було занадто закритим для громадськості, щоб Лагранж міг побачити нібито експеримент Лавуазьє. Історія, ймовірно, виникла в документальному фільмі Discovery Channel 1990-х років про гільйотини, а потім поширилася в Інтернеті, ставши тим, що одне джерело описує як міську легенду.

## Внесок в хімію

### Киснева теорія горіння

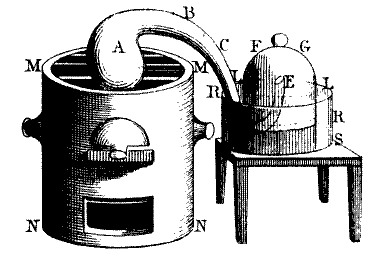
Експеримент Антуана Лавуазьє з Теорія флогістону. Гравюра пані Лавуазьє в 1780-х роках, взята з Начального трактату з хімії

Всупереч панівній думці того часу, Лавуазьє висунув теорію про те, що звичайне повітря або один із його компонентів поєднується з речовинами, коли вони спалюються. Він продемонстрував це за допомогою експерименту.
Наприкінці 1772 року Лавуазьє звернув увагу на явище горіння, на тему якого він мав зробити свій найбільш значний внесок у науку. У записці до Академії від 20 жовтня про результати своїх перших експериментів з горіння він повідомив, що коли фосфор згорає, він поєднується з великою кількістю повітря, утворюючи кислий спирт фосфору, і що вміст фосфору збільшується за масою при спалюванні. У другій запечатаній записці, переданій в Академію через кілька тижнів (1 листопада), Лавуазьє поширив свої спостереження й висновки про спалювання сірки та додав, що «те, що спостерігається при спалюванні сірки та фосфору, цілком може мати місце і у випадку з усіма речовинами, які збільшуються у вазі при спалюванні та кальцинуванні: і я переконаний, що збільшення ваги металевих накипів відбувається з тієї ж причини»[джерело?].

#### «Фіксоване повітря» Джозефа Блека
Протягом 1773 року Лавуазьє вирішив ретельно переглянути літературу про повітря, особливо про «фіксоване повітря», і повторити багато експериментів інших дослідників у цій галузі. Він опублікував звіт про цей огляд 1774 року в книзі під назвою Opuscules physiques et chimiques (Фізичні та хімічні нариси). Під час цього огляду він зробив своє перше повне дослідження роботи Джозефа Блека, шотландського хіміка, який провів серію класичних кількісних експериментів з м'якими та їдкими лугами. Блек показав, що різниця між м'якими лугами, наприклад, крейдою (CaCO3), і каустичними (їдкими) формами, наприклад, оксидом кальцію (CaO), полягає в тому, що перші містять не звичайне повітря, фіксоване в крейді, а «фіксоване повітря», окремий хімічний вид, відомий тепер як вуглекислий газ (CO2), який є складовою атмосфери. Лавуазьє розпізнав, що фіксоване повітря Блека було ідентичним до повітря, яке утворювалось, коли металевий накип відновлювали деревним вугіллям, і навіть припустив, що повітря, яке поєднується з металами при кальцинуванні та збільшує вагу, може бути фіксованим повітрям Блека, тобто, CO2[джерело?].

#### Джозеф Прістлі

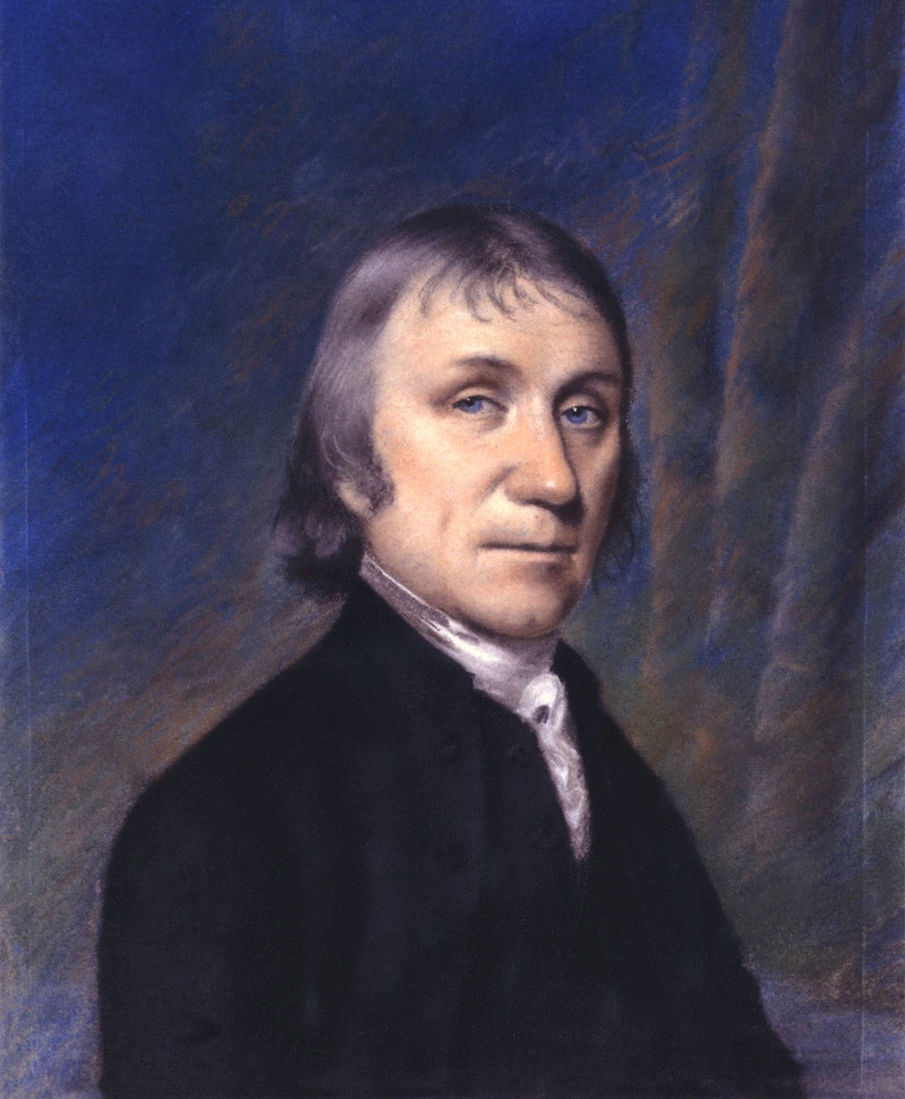
Джозеф Прістлі, англійський хімік, відомий виділенням кисню, який він назвав «дефлогістованим повітрям»

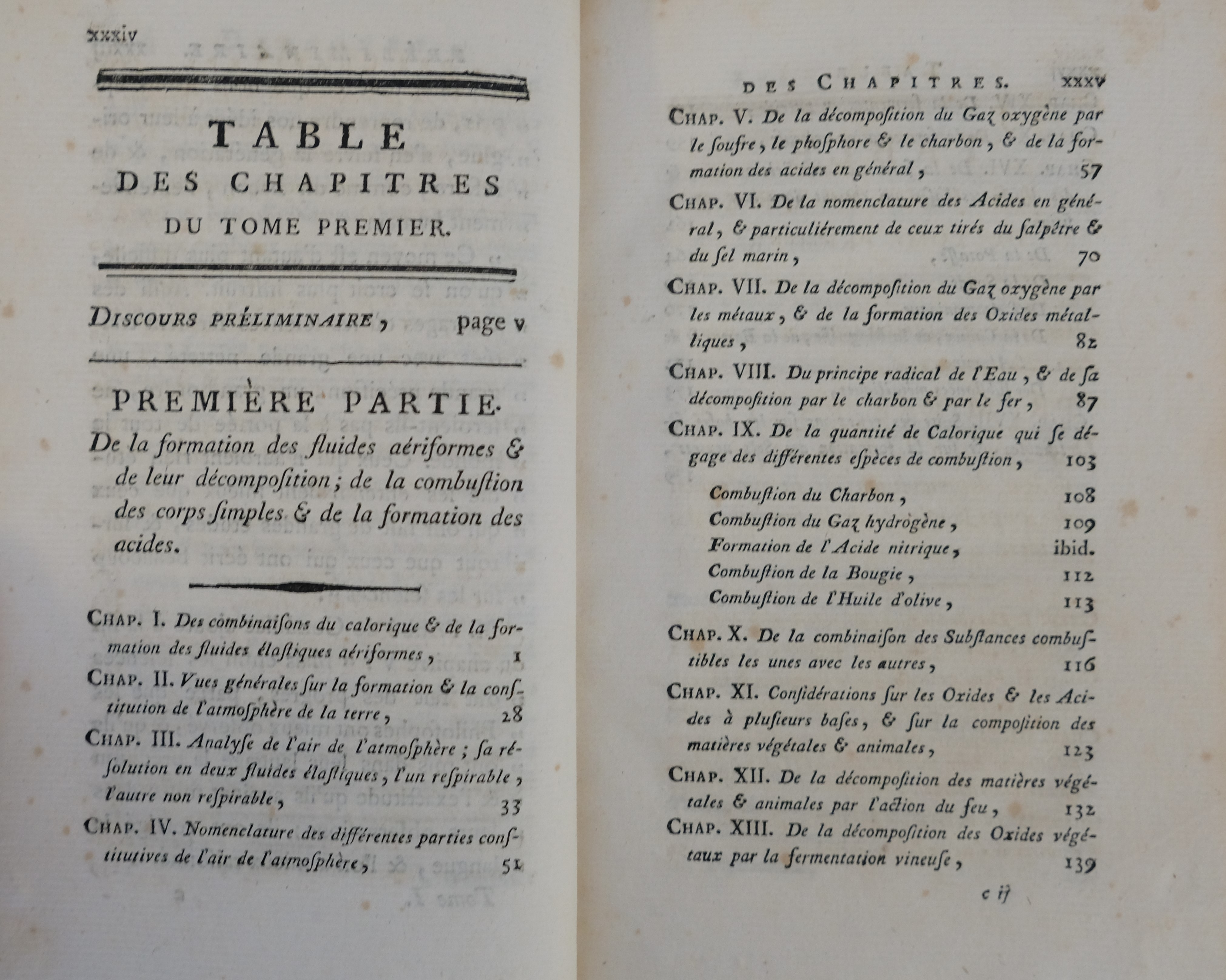
Зміст 1 тому «Traité élémentaire de Chimie» (1789)

Навесні 1774 року Лавуазьє провів досліди з кальцинування олова і свинцю в запаяних посудинах, результати яких остаточно підтвердили, що збільшення маси металів при згорянні відбувається за рахунок з'єднання з повітрям. Але питання про те, чи бере участь у цьому процесі все атмосферне повітря чи лише його частина, залишалося відкритим. У жовтні англійський хімік Джозеф Прістлі відвідав Париж, де він зустрівся з Лавуазьє і розповів йому про повітря, яке він утворив, нагріваючи червоний оксид ртуті за допомогою лінзи і яке підтримувало горіння з надзвичайною силою. У той час Прістлі не був впевнений щодо природи цього газу, але він відчував, що це особливо чиста форма звичайного повітря. Лавуазьє провів власні дослідження цієї особливої речовини. Результатом стали його мемуари Про природу принципу, який поєднується з металами під час їх кальцинування та збільшує їх вагу, прочитані Академії 26 квітня 1775 року (зазвичай їх називають Пасхальними мемуарами). У оригінальних мемуарах Лавуазьє показав, що циндра ртуті є справжньою металевою циндрою, оскільки її можна відновити деревним вугіллям, з виділенням при цьому фіксованого повітря Блека. При відновленні без вугілля виділялося повітря, яке краще підтримувало дихання і горіння. Він дійшов висновку, що це просто чиста форма звичайного повітря, і що це саме повітря «нерозділене, без змін, без розкладання», яке поєднується з металами під час кальцинування[джерело?].
Після повернення з Парижа Прістлі знову взявся за дослідження повітря з циндри ртуті. Його результати тепер показали, що це повітря було не просто особливо чистою формою звичайного повітря, але було «у п'ять або шість разів краще, ніж звичайне повітря, для цілей дихання, запалення та ... будь-якого іншого використання звичайного повітря». Він назвав повітря дефлогістованим, оскільки вважав, що це звичайне повітря, позбавлене свого флогістону. Оскільки таке повітря мало змогу поглинати набагато більшу кількість флогістону, що виділяється палаючими тілами та дихаючими тваринами, було пояснено значно посилене горіння речовин і більшу легкість дихання в цьому повітрі[джерело?].

### Піонер стехіометрії
Дослідження Лавуазьє включали деякі з перших справді кількісних хімічних експериментів. Він ретельно зважував реагенти та продукти хімічної реакції в герметичній скляній посудині, щоб гази не могли вийти, що стало вирішальним кроком у розвитку хімії. 1774 року він показав, що хоча речовина може змінювати свій стан під час хімічної реакції, загальна маса речовини в кінці кожної хімічної зміни залишається такою ж, як і на початку. Так, наприклад, якщо шматок дерева спалити до попелу, загальна маса залишиться незмінною, якщо включити газоподібні реагенти та продукти реакції. Досліди Лавуазьє підтвердили закон збереження маси. У Франції його викладають як закон Лавуазьє, і він перефразований із твердження в його трактаті Traité Élémentaire de Chimie: «Ніщо не втрачається, ніщо не створюється, усе трансформується». Михайло Ломоносов (1711–1765) раніше висловлював подібні ідеї в 1748 р. і довів їх дослідами; інші дослідники, чиї ідеї передували роботам Лавуазьє, включають Жана Рея (1583–1645), Джозефа Блека (1728–1799) та Генрі Кавендіша (1731–1810).

### Хімічна номенклатура

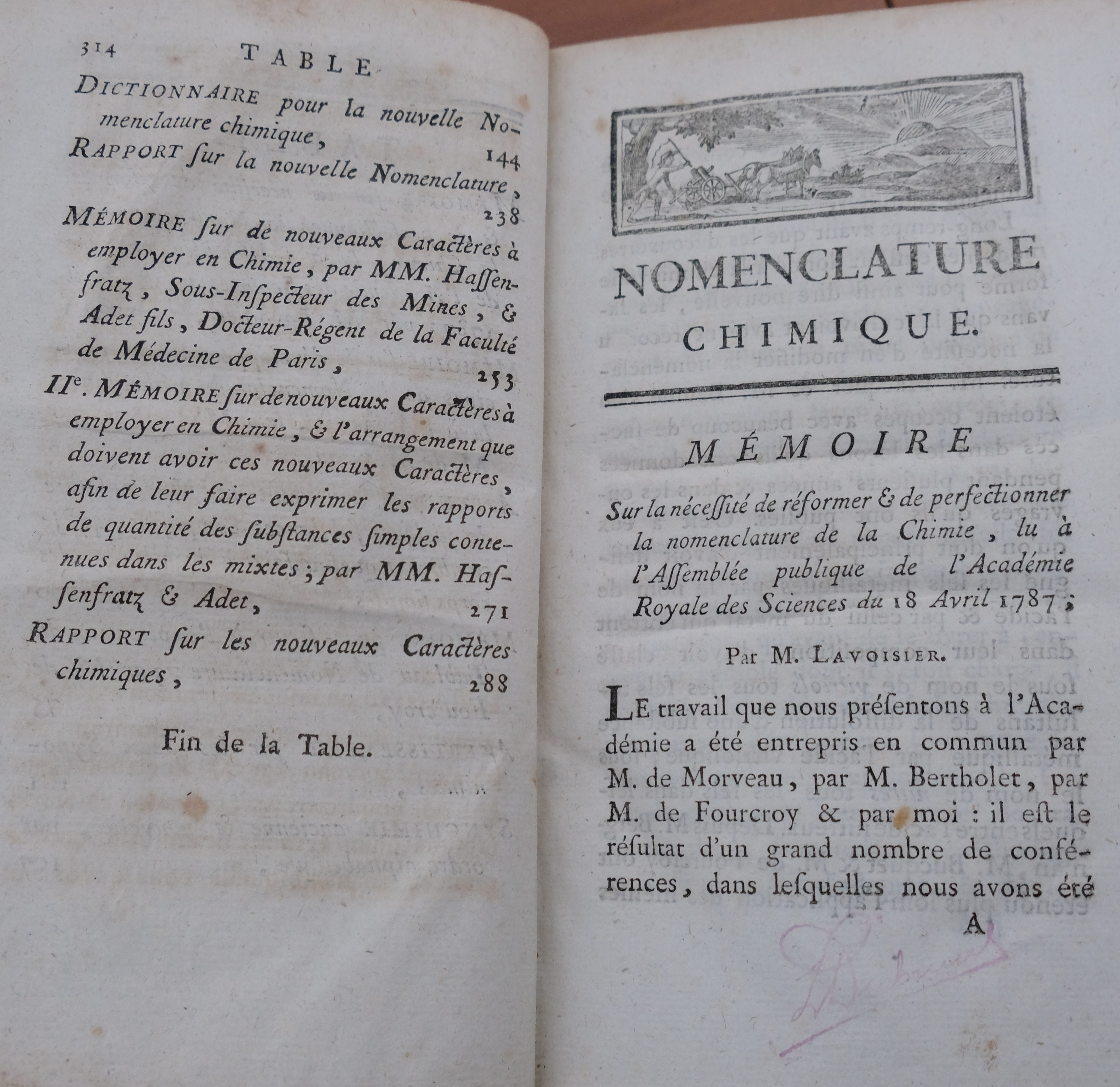
Перша сторінка копії «Méthode de Nomenclature Chimique» 1787 року

У 1787 році Лавуазьє разом з Луї-Бернаром Гітоном де Морво, Клодом-Луї Бертолле та Антуаном Франсуа де Фуркруа подав до академії нову програму реформ хімічної номенклатури, оскільки на той час раціональна система хімічної номенклатури практично не існувала. Ця робота під назвою Méthode de nomenclature chimique (Метод хімічної номенклатури, 1787), представила нову систему, яка була нерозривно пов'язана з новою хімічною теорією кисню Лавуазьє.
Класичні елементи землі, повітря, вогню та води були відкинуті, а замість них близько 33 речовин, які не могли бути розкладені на простіші речовини будь-якими відомими хімічними засобами, були тимчасово включені до списку елементів. Елементи включали світло; теплорід (теплова речовина); основні складові кисню, водню та азоту; вуглець; сірку; фосфор; ще невідомі «радикали» мурашиної кислоти (хлоридна кислота), борної та «фтористої» кислот; 17 металів; 5 земель (головним чином оксиди ще невідомих металів, таких як магнезія, барій та стронцій); три луги (поташ, сода та аміак); і «радикали» 19 органічних кислот.
Кислоти, які в новій системі розглядаються як сполуки різних елементів з киснем, отримали назви, які вказували на елемент разом із ступенем оксигенації цього елемента, наприклад сірчана та сірчиста кислоти, фосфорна та фосфориста кислоти, азотна та азотиста кислоти, закінчення «на» вказує на кислоти з більшою часткою кисню, ніж ті, що мають закінчення «ста».
Подібним чином, солі кислот з закінченням «на» отримали кінцеві літери "ат", як у сульфату міді, тоді як солі кислот з закінченням "ста" — "ід", як у сульфіді міді.
Загальний ефект нової номенклатури можна оцінити, порівнявши нову назву «сульфат міді» зі старим терміном «купорос Венери». Нова номенклатура Лавуазьє поширилася по всій Європі та Сполучених Штатах і стала загальновживаною в галузі хімії. Це поклало початок антифлогістичному підходу до цієї галузі[джерело?].

### Хімічна революція і спротив
Лавуазьє вважається ключовою постаттю хімічної революції. Його точні вимірювання та ретельний запис балансів протягом усього експерименту мали важливе значення для широкого визнання закону збереження маси. 
Введення Лавуазьє нової термінології та біноміальної системи, що була розроблена за зразком системи Ліннея, позначило початок глибоких змін у хімії, які загалом називають хімічною революцією. Лавуазьє наштовхнувся на значний спротив, намагаючись змінити галузь, особливо з боку британських вчених-флогістів. Джозеф Прістлі, Річард Кірван, Джеймс Кір і Вільям Ніколсон, серед інших, стверджували, що кількісне визначення речовин не передбачає збереження маси. Замість того, щоб надати фактичні докази, опозиційні дослідники стверджували, що Лавуазьє неправильно інтерпретував результати своїх досліджень. Один із соратників Лавуазьє, Жан-Батіст Біо, писав про методологію Лавуазьє: «необхідність поєднати точність в експериментах з точністю в міркуваннях була очевидною». Опозиційні дослідники стверджували, що точність в експерименті не означає точності в висновках і міркуваннях. Незважаючи на спротив, Лавуазьє продовжував використовувати точні інструменти, щоб переконати інших хіміків у своїх висновках, часто отримуючи результати з точністю до п'яти-восьми знаків після коми. Ніколсон, який оцінював, що лише три з цих знаків після коми є значущими, заявив:
Якщо заперечувати, що ці результати лише видаються за правдиві аж до останньої цифри, я повинен звернути увагу на те, що ці довгі ряди цифр, які в деяких випадках розширюються до тисячної частки точності експерименту, служать лише для демонстрації марної пишності, якої справжня наука не потребує, більш того, коли справжній рівень точності в експериментах приховується від нашого розгляду, ми схильні сумніватися, чи дійсно скрупульозна точність експериментів така, щоб зробити докази переконливими та демонстративними.

## Визначні роботи

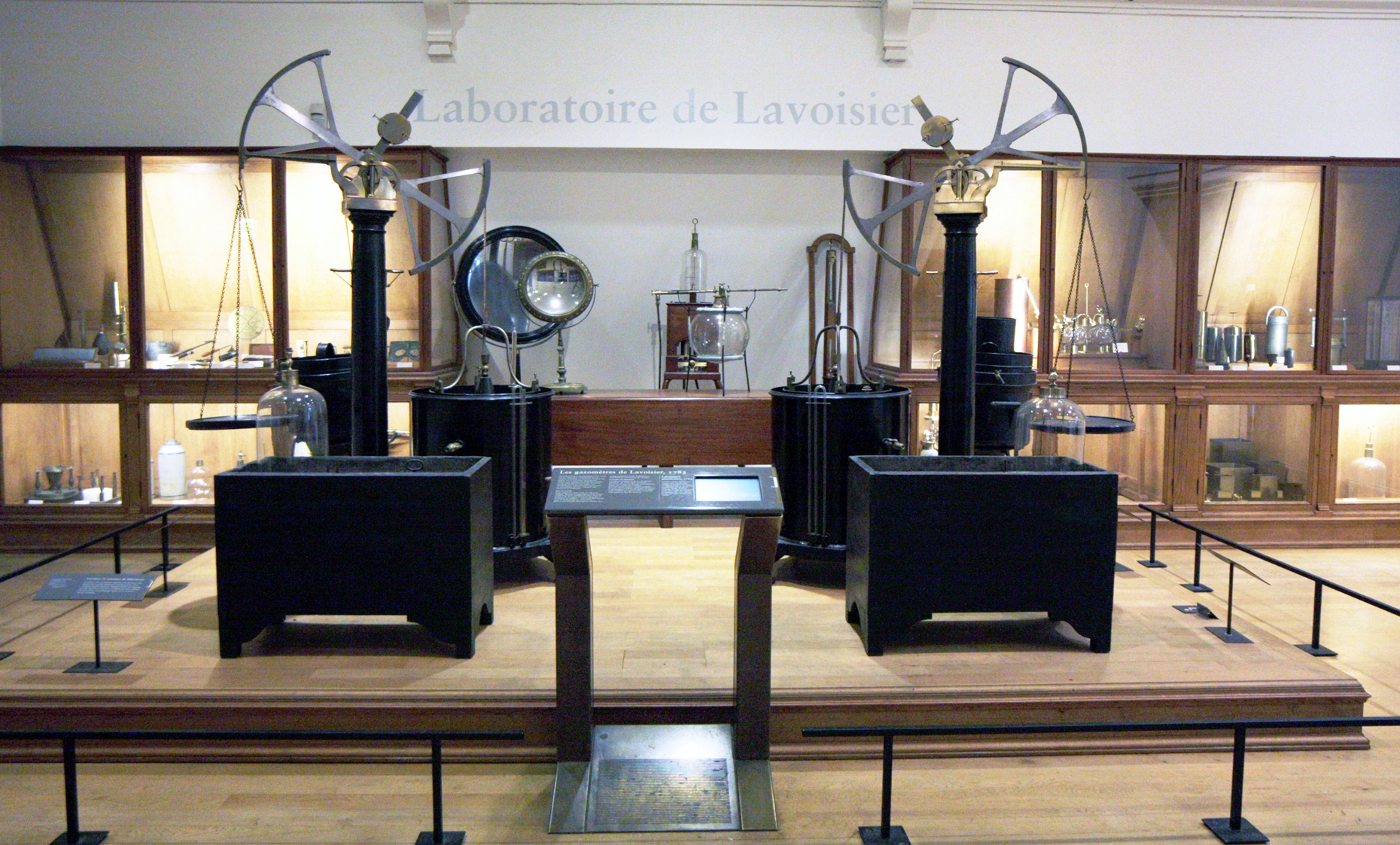
Лабораторія Лавуазьє, Музей мистецтв і ремесел, Париж

### Пасхальними мемуарами
«Офіційна» версія Пасхальних мемуарів Лавуазьє з'явилася в 1778 році. Під час цього періоду Лавуазьє мав достатньо часу, щоб повторити деякі з останніх експериментів Прістлі та провести кілька нових власних експериментів. На додаток до дослідження «дефлогістованого повітря» Прістлі, він більш ретельно вивчав залишкове повітря після кальцинуванні металів. Він показав, що це залишкове повітря не підтримує ні горіння, ні дихання, і що приблизно п'ять об'ємів цього повітря, доданих до одного об'єму «дефлогістованого повітря», утворюють звичайне атмосферне повітря. З цього випливало, що звичайне повітря є сумішшю двох різних хімічних речовин з абсолютно різними властивостями. Таким чином, коли в 1778 році була опублікована переглянута версія Пасхальних мемуарів, Лавуазьє більше не стверджував, що речовина, яка поєднується з металами при кальцинуванні, була просто звичайним повітрям, а «нічим іншим, як найздоровішою та найчистішою частиною повітря» або «виключно придатною для дихання частиною повітря». Того ж року він придумав назву кисень для цієї складової повітря, від грецьких слів, що означають «утворювач кислоти». Його вразило, що продукти згоряння таких неметалів, як сірка, фосфор, деревне вугілля, азот, є кислотними. Він прийшов до висновку, що всі кислоти містять кисень, і тому кисень є причиною окислення.

### Руйнування теорії флогістону
Хімічні дослідження Лавуазьє між 1772 і 1778 роками були здебільшого спрямовані на розробку його власної нової теорії горіння. У 1783 році він прочитав в академії свою статтю під назвою Réflexions sur le phlogistique (Міркування про флогістон), яка була повномасштабною атакою на поточну флогістонну теорію горіння. У тому ж році Лавуазьє розпочав серію експериментів з визначення складу води, які мали стати важливим підтвердженням його теорії горіння та переконати багатьох у її правильності. Багато дослідників експериментували зі сполученням легкозаймистого повітря Генрі Кавендіша, тепер відомого як водень, з «дефлогістованим повітрям» (повітрям, яке бере участь у процесі горіння, тепер відоме, як кисень) запалюючи суміш газів електричною іскрою. Всі дослідники відзначили отримання Кавендішем чистої води шляхом спалювання водню в кисні, але вони інтерпретували реакцію по-різному в рамках теорії флогістону. Лавуазьє дізнався про експеримент Кавендіша в червні 1783 року від Чарльза Благдена (до того, як результати були опубліковані в 1784 році), і відразу визнав, що вода є оксидом «гідрогенераційного» газу.
У співпраці з Лапласом Лавуазьє синтезував воду шляхом спалювання струменів водню та кисню в колбі над ртуттю. Кількісних результатів було достатньо, щоб підтвердити твердження, що вода не є елементом, як вважалося понад 2000 років, а є сполукою двох газів, водню та кисню. 
Інтерпретація води як сполуки пояснила утворення легкозаймистого повітря, що утворюється в результаті розчинення металів у кислотах (водень, що утворюється, коли вода розкладається) і відновлення окалини за допомогою легкозаймистого повітря (поєднання газу з окалини з утворенням води).
Незважаючи на ці експерименти, антіфлогістичний підхід Лавуазьє залишався неприйнятним для багатьох інших хіміків. Лавуазьє прагнув надати остаточний доказ складу води, намагаючись використати це на підтримку своєї теорії. Працюючи з Жаном-Батистом Меньє, він пропустив воду через розпечений залізний ствол, в результаті чого кисень утворював оксид із залізом, а водень виходив з іншого кінця ствола. У квітні 1784 року він подав свої висновки щодо складу води до Академії наук, надавши результати з точністю до восьми знаків після коми. Опозиційні дослідники відповіла на ці подальші експерименти, заявивши, що Лавуазьє продовжував робити неправильні висновки і що його експеримент продемонстрував витіснення флогістону із заліза шляхом поєднання води з металом. Лавуазьє розробив новий інструмент, який використовував пневматичний жолоб, набір ваг, термометр і барометр, усі ретельно відкалібровані. Тридцять учених були запрошені для спостереження за розкладанням і синтезом води за допомогою цього апарату, що переконало багатьох присутніх у правильності теорій Лавуазьє. Ця демонстрація показала, що вода є сполукою кисню та водню з великою впевненістю для тих, хто це спостерігав. Однак поширення результатів експерименту виявилося невдалим, оскільки було надано недостатньо деталей, щоб адекватно відобразити ступінь точності вимірювань. Стаття закінчувалася поспішною заявою про те, що експерименту «більш ніж достатньо, щоб підтвердити справедливість гіпотези» про склад води, і що методи, використані в експерименті, об'єднають хімію з іншими фізичними науками та сприятимуть відкриттям.

### Начальний трактат з хімії

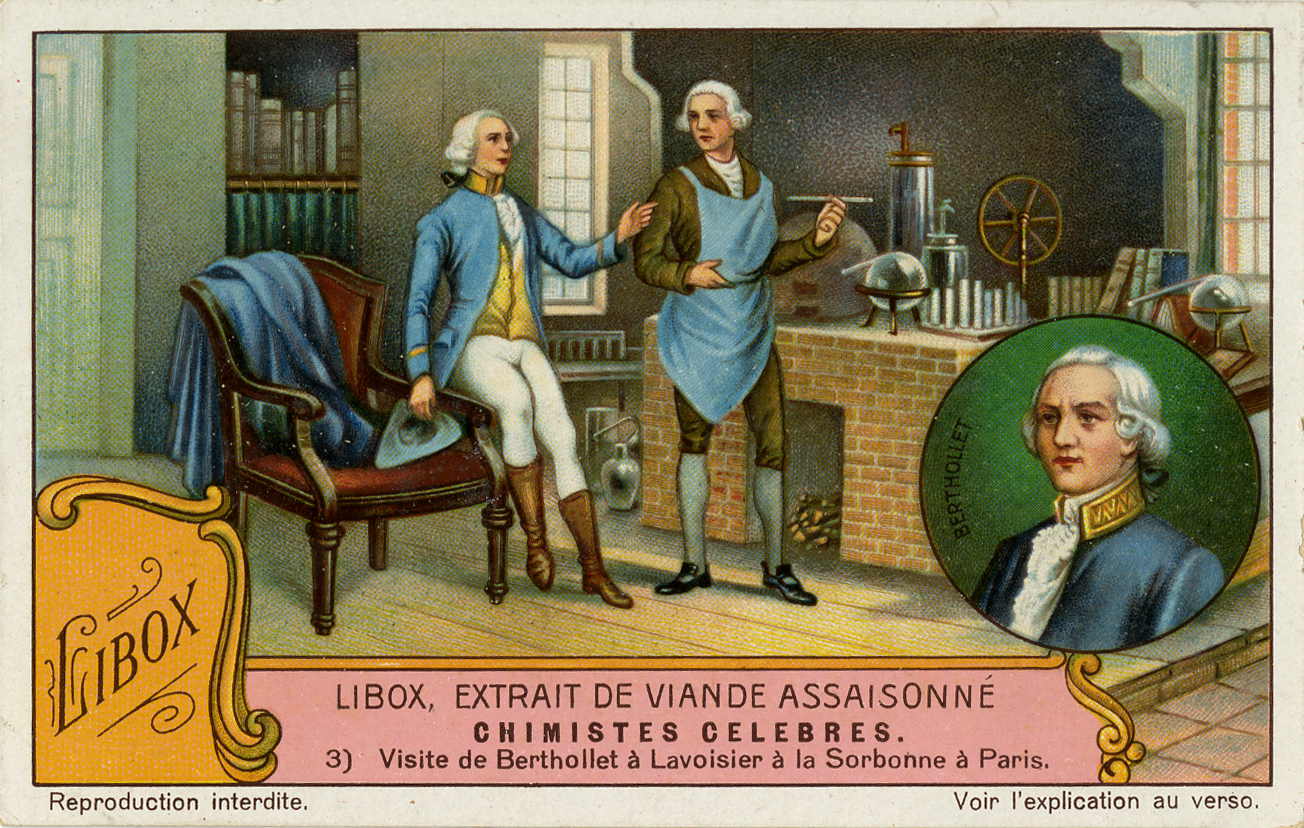
Лавуазьє і Бертолле, видатні хіміки, колекційна картка Компанія м'ясних концентратів Лібіха, 1929

Лавуазьє застосував нову номенклатуру у своєму Traité élémentaire de chimie (Начальний трактат з хімії), опублікованому в 1789 році. Ця робота являє собою синтез внеску Лавуазьє в хімію і може вважатися першим сучасним підручником з цього предмету. Основою роботи була киснева теорія, і ця робота стала найефективнішим засобом для передачі нових доктрин. Трактат представляв єдиний погляд на нові теорії хімії, містив чітке формулювання закону збереження маси та заперечував існування флогістону. У цьому тексті пояснюється концепція елемента як речовини, яку неможливо розщепити жодним відомим методом хімічного аналізу, і представлена теорія Лавуазьє про утворення хімічних сполук з елементів. Ця робота залишається класикою в історії науки. Хоча багато провідних хіміків того часу відмовлялися прийняти нові ідеї Лавуазьє, попит на Traité élémentaire як підручник в Единбурзі був достатнім для англійського перекладу приблизно через рік після його публікації французькою мовою. У будь-якому випадку Traité élémentaire був достатньо обґрунтованим, щоб переконати наступне покоління.

### Роботи з фізіології

Лавуазьє (в захисних окулярах) керує своєю сонячною піччю, щоб запобігти забрудненню продуктами згоряння.

Взаємозв'язок між горінням і диханням давно був визнаний через істотну роль, яку відіграє повітря в обох процесах. Тому Лавуазьє був майже змушений розширити свою нову теорію горіння, включивши в неї фізіологію дихання. Його перші мемуари на цю тему були прочитані в Академії наук у 1777 році, але його найбільш значний внесок у цю область був зроблений взимку 1782–1783 років у співпраці з Лапласом. 
Результати цієї роботи були опубліковані в мемуарах під назвою «Про тепло». Лавуазьє і Лаплас розробили крижаний калориметр для вимірювання кількості тепла, що виділяється під час горіння або дихання. Зовнішня оболонка калориметра була наповнена снігом, який танув, щоб підтримувати постійну температуру 0 °C навколо внутрішньої оболонки, наповненої льодом. Вимірюючи кількість вуглекислого газу та тепла, що утворюється під час утримання живої морської свинки в цьому апараті, і порівнюючи кількість тепла, виробленого при спалюванні достатньої кількості вуглецю в калориметрі з льодом, щоб отримати таку саму кількість вуглекислого газу, яку виробила морська свинка, вони дійшли висновку, що дихання насправді є повільним процесом горіння. Лавуазьє стверджував: "la respiration est donc une combustion," тобто дихальний газообмін є горінням, подібним до горіння свічки.
Це безперервне повільне горіння, яке, як вони припускали, відбувалося в легенях, дозволяло живій тварині підтримувати температуру свого тіла вище температури навколишнього середовища, тим самим пояснюючи загадковий феномен тваринного тепла. Лавуазьє продовжив ці експерименти з диханням у 1789–1790 роках у співпраці з Арманом Сегіном. Вони розробили амбітний набір експериментів, щоб вивчити весь процес обміну речовин і дихання в організмі, використовуючи Сегіна як піддослідного в експериментах. Їхня робота була лише частково завершена та опублікована через вплив революції, але піонерська робота Лавуазьє в цій галузі надихнула подібні дослідження фізіологічних процесів протягом багатьох поколінь.

## Спадщина

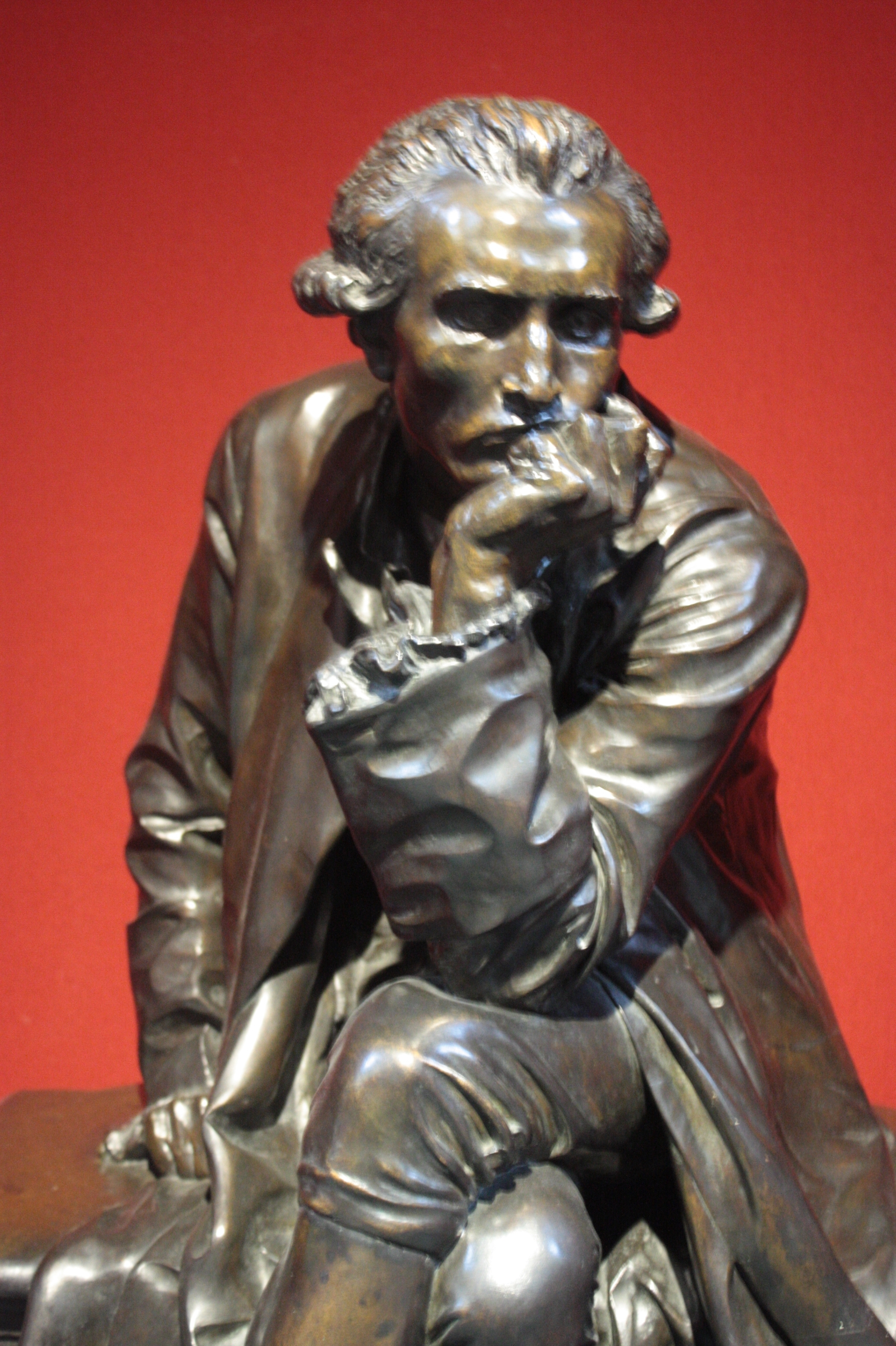
Антуан-Лоран Лавуазьє, скульптор Еме-Жуль Далу, 1866 р.

Фундаментальний внесок Лавуазьє в хімію був результатом свідомого намагання звести всі експерименти в рамки єдиної теорії. Він ввів практику послідовного використання хімічних ваг, використав кисень, щоб зруйнувати теорію флогістону, і розробив нову систему хімічної номенклатури, яка стверджувала, що кисень є істотною складовою всіх кислот (що пізніше виявилося помилковим).
Лавуазьє також проводив ранні дослідження з фізичної хімії та термодинаміки в спільних експериментах з Лапласом. Вони використовували калориметр, щоб оцінити тепло, що виділяється на одиницю виробленого вуглекислого газу, зрештою знайшовши однакове співвідношення для полум'я та тварин, що вказувало на те, що тварини виробляли енергію за допомогою реакції типу горіння.
Лавуазьє також зробив свій внесок у ранні ідеї про склад і хімічні зміни, сформулювавши теорію радикалів, вважаючи, що радикали, які функціонують як єдина група в хімічному процесі, поєднуються з киснем у реакціях. Він також представив можливість алотропії в хімічних елементах, коли виявив, що алмаз є кристалічною формою вуглецю.
Йому також можна приписати будівництво газометра, дорогого приладу, який він використовував для своїх демонстрацій. Хоча Лавуазьє використовував газометр виключно для демонстрації, він також створив менші, дешевші, більш практичні газометри, які працювали з достатнім ступенем точності — щоб інші хіміки могли відтворити його результати.
Загалом його внесок вважається найважливішим у просуванні хімії до рівня, досягнутого у фізиці та математиці протягом 18 століття.
Після смерті Лавуазьє його родичі у замку Шато де ля Каньєр у Пюї-де-Домі створили колекцію, що включає більшість його наукових рукописів та інструментів.
У 1970 році Департамент наукових і промислових досліджень назвав гору Лавуазьє
в новозеландському хребті Папароа на його честь.

## Нагороди та відзнаки
За життя Лавуазьє був нагороджений королем Франції золотою медаллю за роботу над міським вуличним освітленням (1766) і був призначений членом Французької академії наук (1768). У 1775 році він був обраний членом Американського філософського товариства.
Робота Лавуазьє була визнана міжнародною історичною хімічною пам'яткою американським хімічним товариством, академією наук Франції і хімічним товариством Франції в 1999 році. Публікація Антуана Лорана де Лавуазьє 1788 року під назвою Méthode de Nomenclature Chimique, опублікована разом із колегами Луї-Бернаром Гітоном де Морво, Клодом Луї Бертолле та Антуаном Франсуа де Фуркруа, була відзначена нагородою за досягнення в області хімії відділом історія хімії американського хімічного товариства, представленою в Академії наук (Париж) у 2015 році.

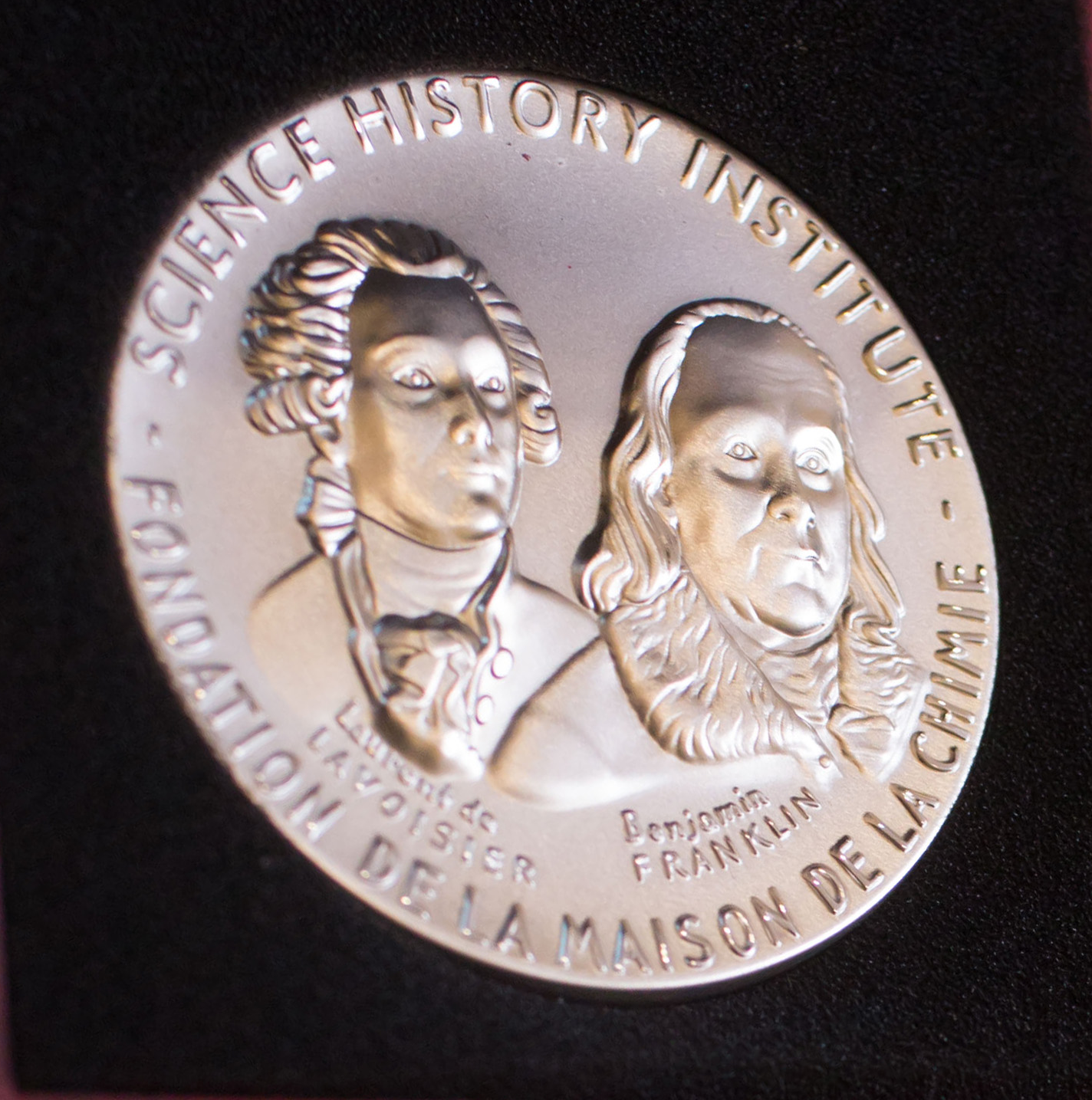
Медаль на честь Франкліна і Лавуазьє, 2018 рік

На честь Лавуазьє було названо та вручено ряд медалей Лавуазьє декількома організаціями, зокрема хімічним товариством Франції, Міжнародним товариством біологічної калориметрії та компанією DuPont. Його також вшановують премією Франкліна-Лавуазьє, яка відзначає дружбу Антуана-Лорана Лавуазьє та Бенджаміна Франкліна. Премія, яка включає медаль, присуджується спільно фондом «Будинку хімії» у Парижі, Франція та інститутом історії науки у Філадельфії, Пенсильванія, США.

## Вибрані твори

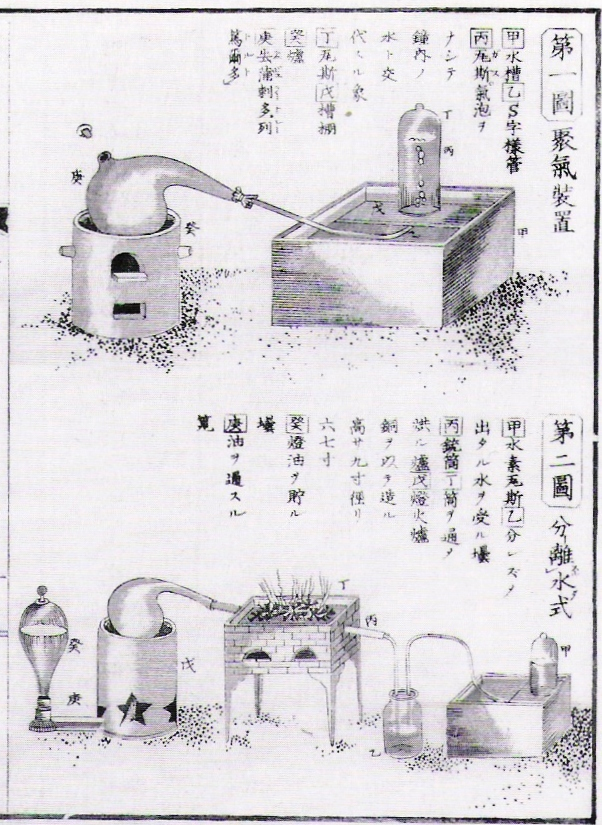
Праця Лавуазьє була перекладена в Японії в 1840-х роках за допомогою процесу Ранґаку. Сторінка з Сеймі Кайсо Удаґава Йоан 1840 року

- Opuscules physiques et chimiques (Париж: Chez Durand, Didot, Esprit, 1774). (Друге видання, 1801)
- L'art de fabriquer le salin et la potasse, publié par ordre du Roi, par les régisseurs-généraux des Poudres & Salpêtres (Париж, 1779).
- Instruction sur les moyens de suppléer à la disette des fourrages, et d'augmenter la subsistence des bestiaux, Supplément à l'instruction sur les moyens de pourvoir à la disette des fourrages, publiée par ordre du Roi le 31 mai 1785 (Інструкція про засоби компенсації нестачі продовольства фуражем і покращення підтримки худоби, Додаток до інструкції про засоби забезпечення нестачі продовольства фуражем, опублікована наказом короля 31 травня 1785 р.)
- (with Guyton de Morveau, Claude-Louis Berthollet, Antoine Fourcroy) Méthode de nomenclature chimique (Париж: Chez Cuchet, 1787)
- (з Гітоном де Морво, Клодом-Луї Бертолле, Антуаном Форкруа) Nomenclature chimique, ou synonymie ancienne et moderne, pour servir à l'intelligence des auteurs. (Париж: Chez Cuchet, 1789)
- Traité élémentaire de chimie, présenté dans un ordre nouveau et d'après les découvertes modernes (Париж: Chez Cuchet, 1789; Брюссель: Cultures et Civilisations, 1965) (Елементарний трактат про хімію, поданий у новому порядку та разом із сучасними відкриттями) also here
- (разом з П'єром-Симоном Лапласом) "Mémoire sur la chaleur," Mémoires de l'Académie des sciences (1780), pp. 355–408.
- Mémoire contenant les expériences faites sur la chaleur, pendant l'hiver de 1783 à 1784, par P.S. de Laplace & A. K. Lavoisier (1792)
- Mémoires de Physique et de Chimie, de la Société d'Arcueil (1805: посмертно)

### Твори, перекладені англійською мовою
- Essays Physical and Chemical (London: for Joseph Johnson, 1776; London: Frank Cass and Company Ltd., 1970) translation by Thomas Henry of Opuscules physiques et chimiques
- The Art of Manufacturing Alkaline Salts and Potashes, Published by Order of His Most Christian Majesty, and approved by the Royal Academy of Sciences (1784) trans. by Charles Williamos[74] of L'art de fabriquer le salin et la potasse
- (with Pierre-Simon Laplace) Memoir on Heat: Read to the Royal Academy of Sciences, 28 June 1783, by Messrs. Lavoisier & De La Place of the same Academy. (New York: Neale Watson Academic Publications, 1982) trans. by Henry Guerlac of Mémoire sur la chaleur
- Essays, on the Effects Produced by Various Processes On Atmospheric Air; With A Particular View To An Investigation Of The Constitution Of Acids, trans. Thomas Henry (London: Warrington, 1783) collects these essays:

1. "Experiments on the Respiration of Animals, and on the Changes effected on the Air in passing through their Lungs." (Read to the Académie des Sciences, 3 May 1777)
2. "On the Combustion of Candles in Atmospheric Air and in Dephlogistated Air." (Communicated to the Académie des Sciences, 1777)
3. "On the Combustion of Kunckel's Phosphorus."
4. "On the Existence of Air in the Nitrous Acid, and on the Means of decomposing and recomposing that Acid."
5. "On the Solution of Mercury in Vitriolic Acid."
6. "Experiments on the Combustion of Alum with Phlogistic Substances, and on the Changes effected on Air in which the Pyrophorus was burned."
7. "On the Vitriolisation of Martial Pyrites."
8. "General Considerations on the Nature of Acids, and on the Principles of which they are composed."
9. "On the Combination of the Matter of Fire with Evaporable Fluids; and on the Formation of Elastic Aëriform Fluids."

- "Reflections on Phlogiston", translation by Nicholas W. Best of "Réflexions sur le phlogistique, pour servir de suite à la théorie de la combustion et de la calcination" (read to the Académie Royale des Sciences over two nights, 28 June and 13 July 1783). Published in two parts:

1. Best, Nicholas W. (2015). Lavoisier's "Reflections on phlogiston" I: Against phlogiston theory. Foundations of Chemistry. 17 (2): 361—378. doi:10.1007/s10698-015-9220-5. S2CID 170422925.
2. Best, Nicholas W. (2016). Lavoisier's "Reflections on phlogiston" II: On the nature of heat. Foundations of Chemistry. 18 (1): 3—13. doi:10.1007/s10698-015-9236-x. S2CID 94677080.

- Method of chymical nomenclature: proposed by Messrs. De Moreau, Lavoisier, Bertholet, and De Fourcroy (1788) Dictionary
- Elements of Chemistry, in a New Systematic Order, Containing All the Modern Discoveries (Edinburgh: William Creech, 1790; New York: Dover, 1965) translation by Robert Kerr of Traité élémentaire de chimie. ISBN 978-0-486-64624-4 (Dover).
  - 1799 edition
  - 1802 edition: volume 1, volume 2
  - Some illustrations from 1793 edition
  - Some more illustrations from the Science History Institute[en]
  - More illustrations (from Collected Works) from the Science History Institute[en]

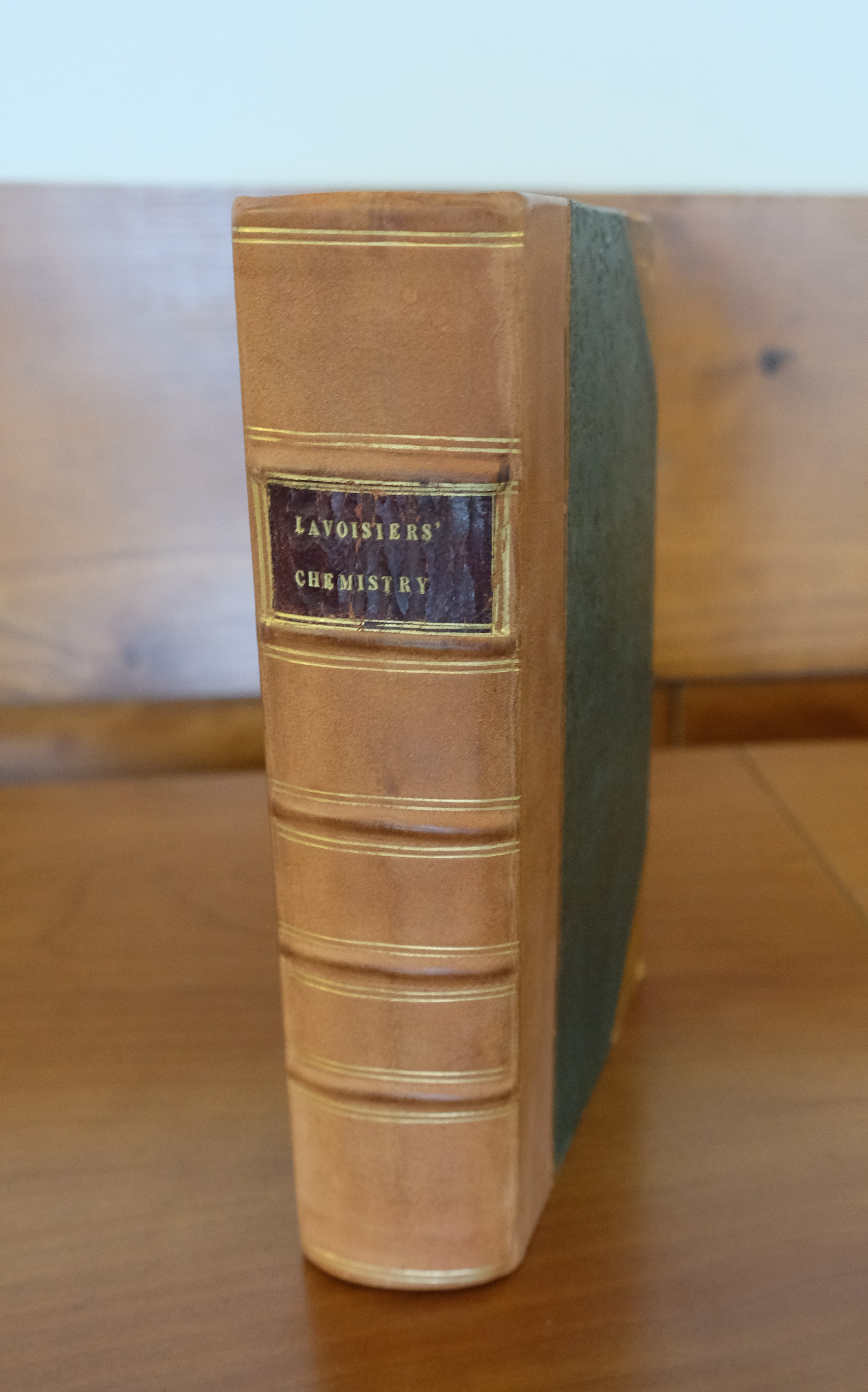
«Елементи хімії у систематичному порядку, що містять усі сучасні відкриття», примірник 1790 року
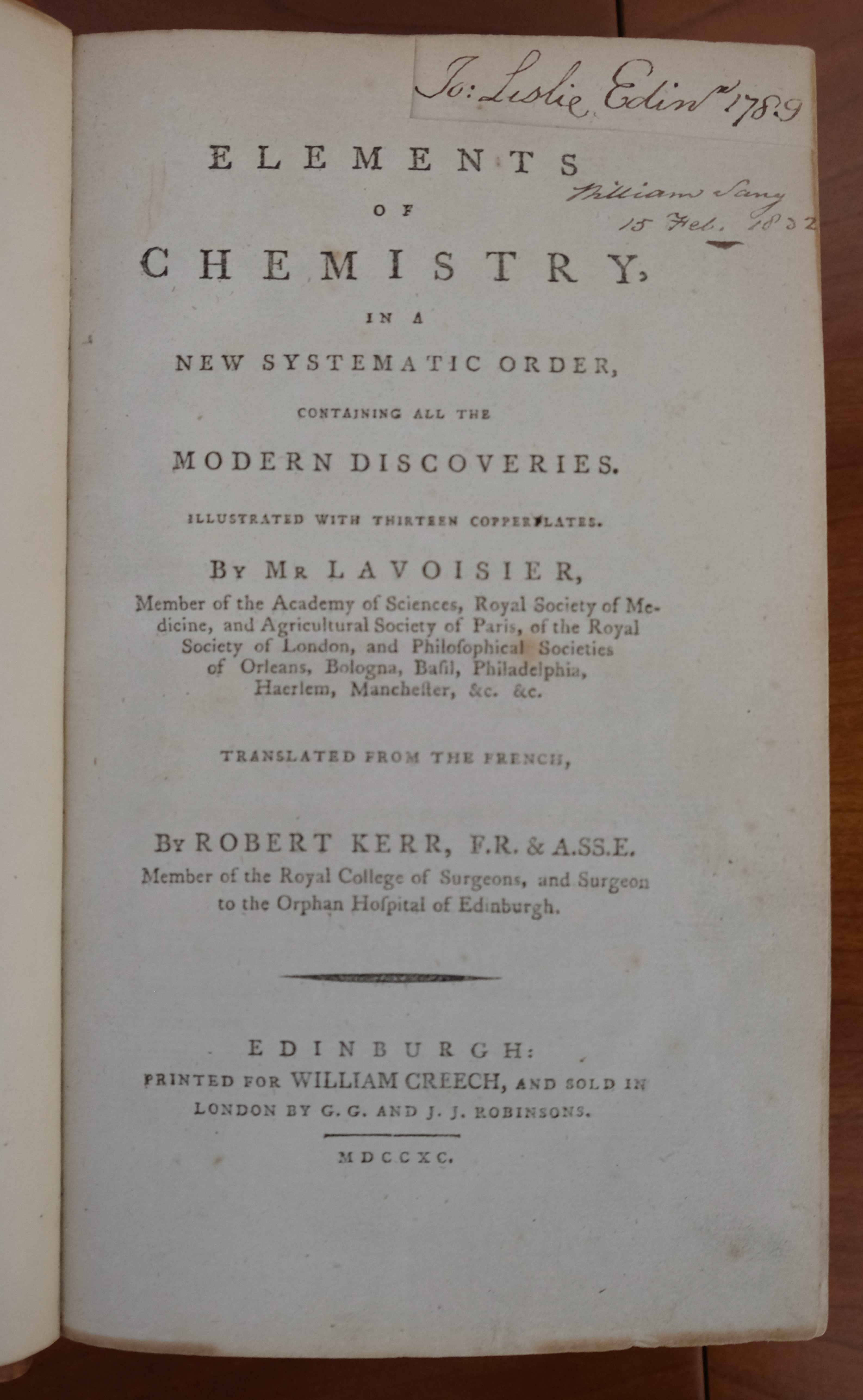
Титульна сторінка «Елементів хімії у систематичному порядку, що містять усі сучасні відкриття» (1790)
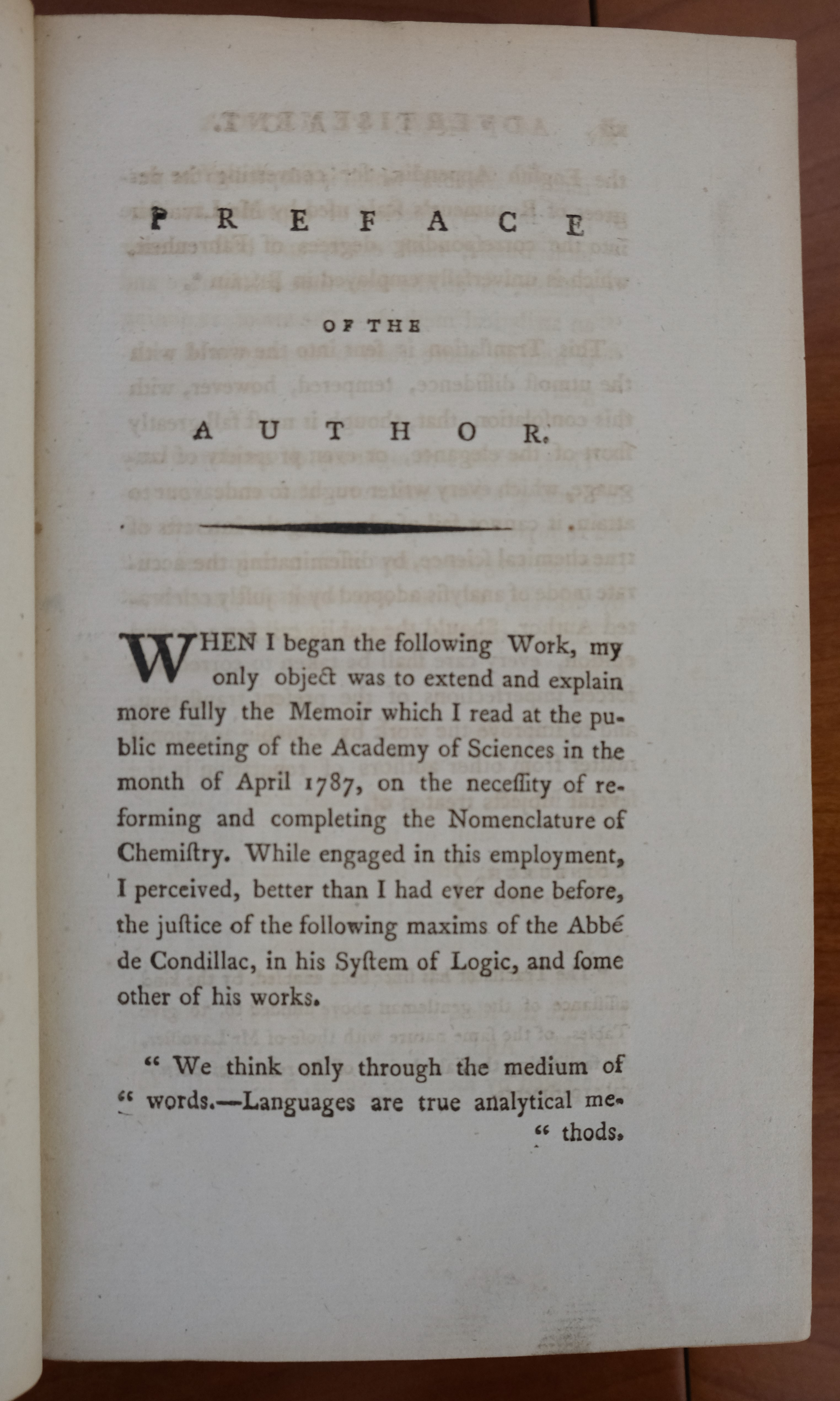
Передмова до «Елементів хімії у систематичному порядку, що містять усі сучасні відкриття» (1790)
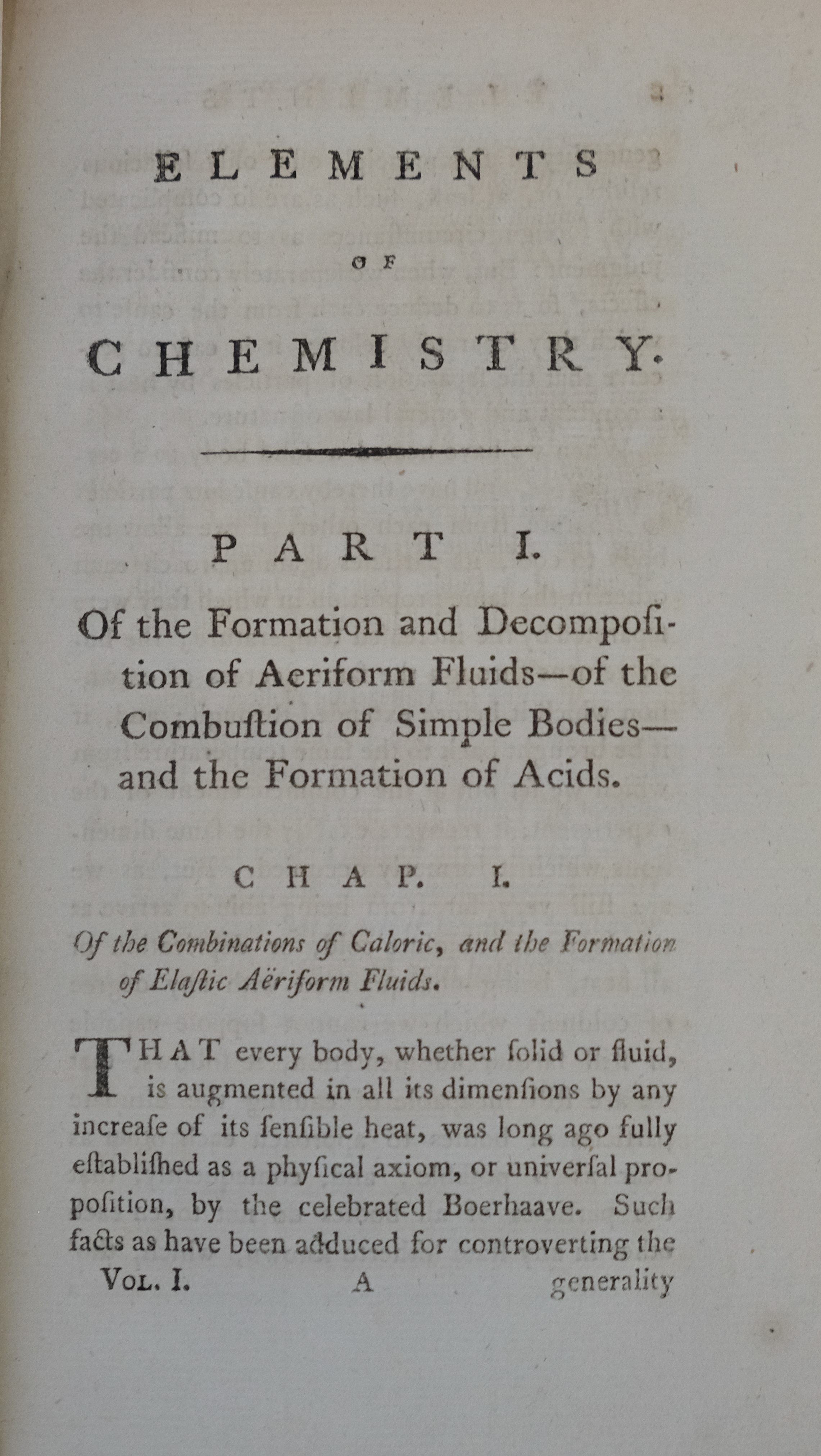
Перша сторінка «Елементів хімії у систематичному порядку, що містять усі сучасні відкриття» (1790)

## Подальше читання
- Herbermann, Charles, ed. (1913). "Antoine-Laurent Lavoisier". Catholic Encyclopedia. New York: Robert Appleton Company.
- Bailly, J.-S., "Secret Report on Mesmerism or Animal Magnetism", International Journal of Clinical and Experimental Hypnosis, Vol. 50, No. 4, (October 2002), pp. 364–368. doi:10.1080/00207140208410110
- Berthelot, M. (1890). La révolution chimique: Lavoisier. Paris: Alcan.
- Catalogue of Printed Works by and Memorabilia of Antoine Laurent Lavoisier, 1743–1794... Exhibited at the Grolier Club (New York, 1952).
- Daumas, M. (1955). Lavoisier, théoricien et expérimentateur. Paris: Presses Universitaires de France.
- Donovan, Arthur (1993). Antoine Lavoisier: Science, Administration, and Revolution. Cambridge, England: Cambridge University Press.
- Duveen, D.I. and H.S. Klickstein, A Bibliography of the Works of Antoine Laurent Lavoisier, 1743–1794 (London, 1954)
- Franklin, B., Majault, M.J., Le Roy, J.B., Sallin, C.L., Bailly, J.-S., d'Arcet, J., de Bory, G., Guillotin, J.-I. & Lavoisier, A., "Report of The Commissioners charged by the King with the Examination of Animal Magnetism", International Journal of Clinical and Experimental Hypnosis, Vol.50, No.4, (October 2002), pp. 332–363. doi:10.1080/00207140208410109
- Grey, Vivian (1982). The Chemist Who Lost His Head: The Story of Antoine Lavoisier. Coward, McCann & Geoghegan, Inc. ISBN 9780698205598.
- Guerlac, Henry (1961). Lavoisier – The Crucial Year. Ithaca, New York: Cornell University Press.
- Holmes, Frederic Lawrence (1985). Lavoisier and the Chemistry of Life. Madison, Wisconsin: University of Wisconsin Press.
- Holmes, Frederic Lawrence (1998). Antoine Lavoisier – The Next Crucial Year, or the Sources of his Quantitative Method in Chemistry. Princeton University Press.
- Jackson, Joe (2005). A World on Fire: A Heretic, An Aristocrat and the Race to Discover Oxygen. Viking.
- Johnson, Horton A. (2008). Revolutionary Instruments, Lavoisier's Tools as Objets d'Art. Chemical Heritage Magazine. 26 (1): 30—35.
- Kelly, Jack (2004). Gunpowder: Alchemy, Bombards, & Pyrotechnics. Basic Books. ISBN 978-0-465-03718-6.
- McKie, Douglas (1935). Antoine Lavoisier: The Father of Modern Chemistry. Philadelphia: J. B. Lippincott & Co.
- McKie, Douglas (1952). Antoine Lavoisier: Scientist, Economist, Social Reformer. New York: Henry Schuman.
- Poirier, Jean-Pierre (1996). Lavoisier (вид. English). University of Pennsylvania Press.
- Scerri, Eric (2007). The Periodic Table: Its Story and Its Significance. Oxford University Press. ISBN 978-0-19-530573-9.
- Smartt Bell, Madison (2005). Lavoisier in the Year One: The Birth of a New Science in an Age of Revolution. Atlas Books, W.W. Norton.

## Зовнішні посилання
- Архіви: Fonds Antoine-Laurent Lavoisier, Le Comité Lavoisier, Académie des sciences
- Panopticon Lavoisier віртуальний музей Антуана Лавуазьє
- Bibliography в Паноптикумі Лавуазьє
- Les Œuvres de Lavoisier

Про його роботи
- Location of Lavoisier's laboratory in Paris
- Radio 4 program on the discovery of oxygen від BBC
- Who was the first to classify materials as "compounds"? – Фред Сенесе
- Cornell University's Lavoisier collection

Його твори
- Твори Antoine Lavoisier у проєкті «Гутенберг»
- Твори та інформація про Антуан Лоран Лавуазьє у Інтернет-архіві
- Les Œuvres de Lavoisier (Повне зібрання творів Лавуазьє) під редакцією П’єтро Корсі (Оксфордський університет) і Патріса Брета[en] (Національний центр наукових досліджень) (фр.)
- Oeuvres de Lavoisier (Твори Лавуазьє) в Національній бібліотеці Франції у шести томах. (фр.)
- WorldCat author page
- Титульна сторінка, гравюри на дереві та гравюри на міді мадам Лавуазьє з першого видання Traité élémentaire de chimie (усі зображення вільно доступні для завантаження в різних форматах з цифрових колекцій інститута історії науки[en] за адресою digital.sciencehistory.org).